# نضر (اسم)
نضر هو اسم علم مذكر من أصل عربي، ومعناه هو النعومة، النضارة، الحسن الجمال.

## وصلات خارجية
- موسوعة السلطان قابوس لأسماء العرب